# Ritratto della dama Tjepu
Il Ritratto della dama Tjepu è il frammento di un grande dipinto egizio proveniente dalla Tomba 181 di Tebe (Luxor). Risale alla XVIII dinastia egizia, precisamente al lungo regno del faraone Amenofi III (ca. 1386–1350 a.C.). 
Rappresenta una donna elegantemente abbigliata e ingioiellata che guarda con sicurezza davanti a sé: la mano destra è sollevata di fronte al viso, la sinistra leggermente protesa in avanti impugna un menat, strumento musicale sacro alla dea Hathor. Il suo abito bianco, in lino, è di una delicata trasparenza che lascia in più punti intravedere il corpo; la sua parrucca è sofisticata e sormontata da una piccola ghirlanda di fiori e dal tipico cono profumato in grasso intriso di aromi: quest'ultimo indica l'alto rango della dama. Dietro alla testa si riconoscono i geroglifici del titolo di "Signora della casa". L'immagine completa raffigurava la dama Tjepu alle spalle di Nebamon, suo figlio. Nebamon condivideva la tomba con un altro scultore, Ipuki. Tale posizione era inusuale per la figura della madre del proprietario della tomba, mentre era assai più comune alle mogli: avrebbe forse inteso significare uno speciale legame affettivo fra Nebamon e Tjepu. Inoltre, lo spazio alle spalle di Nebamon era libero poiché questi aveva sposato la vedova di Ipuki, quindi già rappresentata alle spalle del co-proprietario della sepoltura. I due furono dipinti davanti a una cappelletta, nell'atto di fare offerte per la "Bella Festa della Valle" in onore del dio Amon. D'accordo con la tradizione, Tjepu non fu raffigurata nella propria reale età, ma in forma ideale e giovanile. 
Il lacerto risale alla XVIII dinastia egizia: l'abbigliamento della dama si conforma alla moda dell'epoca; l'epoca di massima fioritura dell'arte sepolcrale egizia coincise soprattutto con i regni di Thutmose IV e Amenofi III. Entrò a far parte delle collezioni del Brooklyn Museum nel 1916 come parte della raccolta di Charles Edwin Wilbour, rimanendo uno dei pezzi più importanti della sezione dell'arte egizia fino ai giorni nostri; è inventariato con il numero 65.197.